# Абілов Анатолій Абілович
Анато́лій Абі́лович Абі́лов (крим. Fetislâm Abil oğlu Abilov, Фетислям Абил огълу Абилов; 15 березня 1915 — 15 серпня 2005) — радянський військовик, Герой Радянського Союзу (1990). Брав участь у німецько-радянській війні 1941—1945 років як командир стрілецького полку.

## Біографія
Народився 15 березня 1915 року в селі Джадра-Шейх-Елі (нині — село Ударне Джанкойського району АР Крим), кримський татарин. Закінчив 7 класів, працював у колгоспі.
У 1937 році призваний до лав РСЧА. В 1939 році закінчив Тбіліське піхотне училище.
З липня 1941 року на фронтах німецько-радянської війни. Був заступником командира стрілецького батальйону. З 25 вересня 1942 року по 8 червня 1943 року — командир 1292 (113-а стрілецька дивізія, Західний фронт). У 1943 році закінчив прискорені курси Військової академії ім. Фрунзе.
130-й гвардійський полк (44-ї гвардійської стрілецької дивізії 65-ї армії, 1-й Білоруський фронт) під командуванням підполковника А.Абілова відзначився з 27 серпня по 9 вересня коли під час боїв на підступах до річки Нарев, форсуванні, розширенні та утриманні плацдарму наніс противнику вагомих втрат у живій силі та техніці.
Після війни продовжував службу в армії поки у 1947 році не звільнився у запас.
Жив і працював у місті Жуковський, де до виходу на пенсію працював на Експериментальному машинобудівному заводі.
Помер 15 серпня 2005 року. Похований на Биковському кладовищі міста Жуковський (Московська обл).

## Нагороди
- 1942, 16 жовтня — нагороджений орденом Червоного Прапора
- 1944, 14 серпня — нагороджений орденом Суворова ІІІ ступеня
- 1944, 20 вересня — вдруге нагороджений орденом Червоного Прапора
- 1945, 19 лютого — втретє нагороджений орденом Червоного Прапора
- 1945, 14 травня — нагороджений орденом Кутузова ІІІ ступеня
- 1945, 6 червня — вчетверте нагороджений орденом Червоного Прапора
- 1985, 6 квітня — нагороджений орденом Вітчизняної війни І ступеня
- 1990, 5 травня — удостоєний звання Герой Радянського Союзу (з врученням медалі «Золота Зірка» та ордена Леніна).